# 日甘斯克區

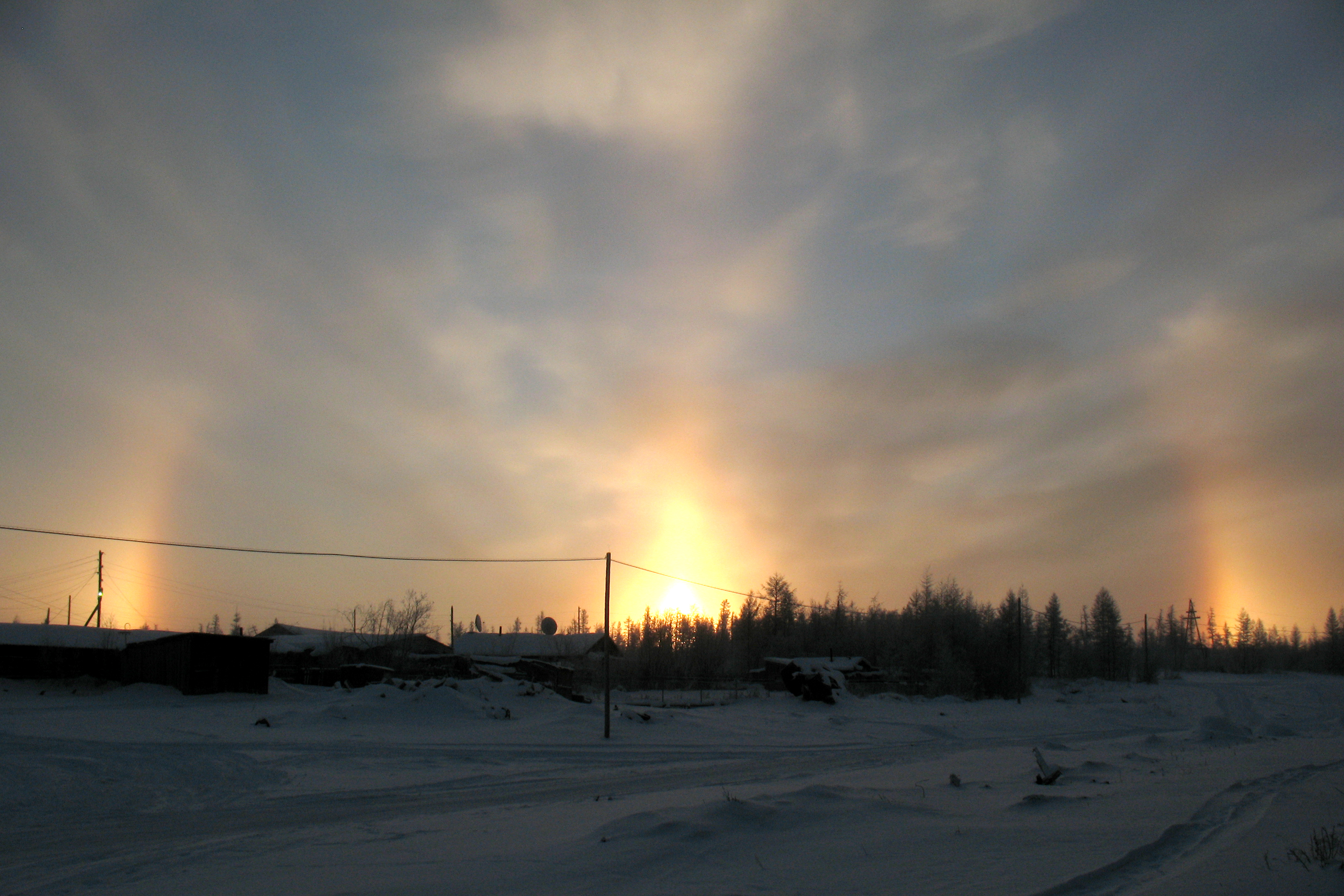

66°46′55″N 123°22′05″E / 66.78194°N 123.36806°E
日甘斯克區（俄语：Жиганский район），是俄羅斯的一個區，位於該國東部，由薩哈共和國負責管轄，始建於1930年12月10日，面積140,200平方公里，2010年人口4,296，人口密度每平方公里0.03人。